# Planejamento econômico no Brasil
O planejamento econômico no Brasil começou na década de 1930. Este artigo segue a linha cronológica dos diversos planos econômicos implantados pelo governo federal desde então.

## Lista de planos econômicos
Com a ascensão de Getúlio Vargas à presidência da República, o Brasil inicia um processo de substituição de importações, a fim de diversificar a produção interna, industrializar o país, e reduzir os níveis de dependência dos mercados externos. Para tanto, vários planejamentos econômicos têm sido propostos desde então:
| DATA        | PLANO                                               | PRESIDENTE                         |
| ----------- | --------------------------------------------------- | ---------------------------------- |
| (1939-1943) | Plano Especial de Obras Públicas                    | Getúlio Vargas                     |
| (1944-1948) | Plano de Obras e Equipamentos                       | José Linhares                      |
| (1950-1951) | Plano SALTE                                         | Eurico Gaspar Dutra                |
| (1956-1961) | Plano de Metas                                      | Juscelino Kubitschek               |
| (1963-1965) | Plano Trienal de Desenvolvimento Econômico e Social | João Goulart                       |
| (1964-1966) | Programa de Ação Econômica do Governo               | Humberto de Alencar Castelo Branco |
| (1967-1970) | Programa Estratégico de Desenvolvimento             | Artur da Costa e Silva             |
| (1970-1971) | Programa de Integração Nacional                     | Emílio Garrastazu Médici           |
| (1972-1974) | I Plano Nacional de Desenvolvimento                 | Emílio Garrastazu Médici           |
| (1975-1979) | II Plano Nacional de Desenvolvimento                | Ernesto Geisel                     |

### Planos de estabilização monetária durante a Grande Crise (1979–1994)
Esta seção apresenta a lista de planos de estabilização monetária do Brasil, no período compreendido entre a redemocratização e a implantação do Plano Real. Este período foi caracterizado por uma intensa inflação da moeda local, superior a 2 700% no período de 1989 a 1990, e por grande experimentação econômica (incluindo muitos choques econômicos heterodoxos), compreendendo um caso único de estudo sobre macroeconomia.

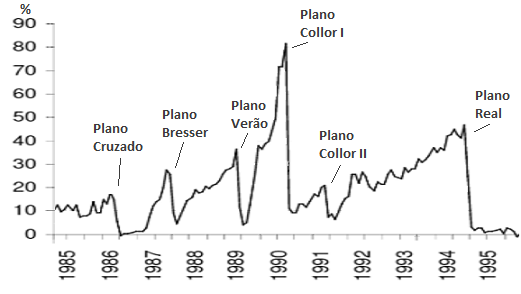
Gráfico mostrando a inflação mensal (IGP-DI) e as quedas provocadas pelos principais planos econômicos.

|    | Plano            | Data                    | Presidente               | Ministro da Fazenda                             | Ref                  |
| -- | ---------------- | ----------------------- | ------------------------ | ----------------------------------------------- | -------------------- |
| 1  | Plano Delfim I   | 1979                    | João Figueiredo          | Antônio Delfim Netto (Ministro do Planejamento) | [ 1 ]                |
| 2  | Plano Delfim II  | 1981                    | João Figueiredo          | Antônio Delfim Netto (Ministro do Planejamento) | [ 1 ]                |
| 3  | Plano Delfim III | 1983                    | João Figueiredo          | Antônio Delfim Netto (Ministro do Planejamento) | [ 1 ]                |
| 4  | Plano Dornelles  | abril-junho de 1985     | José Sarney              | Francisco Dornelles                             | [ 1 ]                |
| 5  | Plano Cruzado    | 28 de fevereiro de 1986 | José Sarney              | Dilson Funaro                                   | [ 13 ] [ 14 ]        |
| 6  | Plano Cruzado II | 21 de novembro de 1986  | José Sarney              | Dilson Funaro;                                  | [ 15 ] [ 16 ]        |
| 7  | Plano Bresser    | 12 de junho de 1987     | José Sarney              | Luiz Carlos Bresser-Pereira                     | [ 17 ] [ 18 ] [ 19 ] |
| 8  | Feijão com Arroz | 06 de janeiro de 1988   | José Sarney              | Maílson da Nóbrega                              | [ 20 ] [ 21 ]        |
| 9  | Plano Verão      | 15 de janeiro de 1989   | José Sarney              | Maílson da Nóbrega;                             | [ 22 ] [ 23 ] [ 19 ] |
| 10 | Plano Collor     | 15 de março de 1990     | Fernando Collor de Mello | Zélia Cardoso de Mello                          | [ 24 ] [ 19 ]        |
| 11 | Plano Eris       | maio-dezembro de 1990   | Fernando Collor de Mello | Zélia Cardoso de Mello                          | [ 1 ]                |
| 12 | Plano Collor II  | 31 de janeiro de 1991   | Fernando Collor de Mello | Zélia Cardoso de Mello                          | [ 25 ] [ 19 ]        |
| 13 | Plano Marcílio   | 10 de maio de 1991      | Fernando Collor de Mello | Marcílio Marques Moreira;                       | [ 1 ]                |
| 14 | Plano Real       | 01 de Julho de 1994     | Itamar Franco            | Fernando Henrique Cardoso                       | [ 26 ] [ 27 ] [ 28 ] |

### Planejamento pós estabilização monetária
| DATA        | PLANO                                 | PRESIDENTE                | MINISTRO DA FAZENDA |
| ----------- | ------------------------------------- | ------------------------- | ------------------- |
| (1996-1999) | Programa Brasil em Ação               | Fernando Henrique Cardoso | Pedro Malan         |
| (2000-2003) | Programa Avança Brasil                | Fernando Henrique Cardoso | Pedro Malan         |
| (2003-2006) | Plano Brasil de Todos                 | Luiz Inácio Lula da Silva | Antonio Palocci     |
| (2007-2010) | Programa de Aceleração do Crescimento | Luiz Inácio Lula da Silva | Guido Mantega       |
| (2011-2013) | Plano Brasil Maior                    | Dilma Rousseff            | Guido Mantega       |
| (2016-2018) | Programa Agora É Avançar              | Michel Temer              | Henrique Meirelles  |
| (2019-2022) | Plano Mais Brasil                     | Jair Messias Bolsonaro    | Paulo Guedes        |
| (2023-2026) | Nova Indústria Brasil                 | Luiz Inácio Lula da Silva | Fernando Haddad     |